# Callister Raynes
 A részt Mike Rohl rendezte. 2006. szeptember 5-én mutatták be az amerikai Sci-Fi Channelen.

## Történet
|  | Alább a cselekmény részletei következnek! |

Callister Raynes (David Paetkau), a zseniális ifjú számítógép-programozó visszatér Eurekába, hosszú távollét után, miután őt gyanúsították Nathan Stark laboratóriumának felgyújtásával, melynek során megsemmisültek Stark mesterséges intelligenciáról szóló kutatásai. Egy számítógépes vírus is felüti fejét, amit a közlekedési lámpa, a kávézó hőérzékelő rendszere, valamint egy villanypásztor meghibásodása is igazol. Kiderül, hogy a vírusért Callister felelős. Ezalatt Zoe Carter haját pirosra festi, bár ezt apja nem nézi jó szemmel. Büntetésből Beverly Barlowe-hoz kell járnia terápiára. Mikor odaért, senkit sem talált ott. Kis idő múlva Callister felbukkan a ház előtt és összebarátkozik Zoe-val. Mikor Beverly megérkezik, kisvártatva Jack is megjelenik, és lányát kérdőre vonja, mivel, rájön, hogy hitelkártyát hamisított és 50 dollár elköltött. Nathan elmegy a fiúért. Ezután egy baleset miatt Beverly háza kigyulladt. Kétségbeesésében Callister elhagyja a várost, de előtte felveszi Zoe-t is, aki az út mentén stoppolt, mert haza akart menni Los Angelesbe. Jo megtalálja őket a hitelkártya alapján. Jack és Nathan utánuk ment, hogy mindent helyrehozzanak.